# Армяне в Крыму

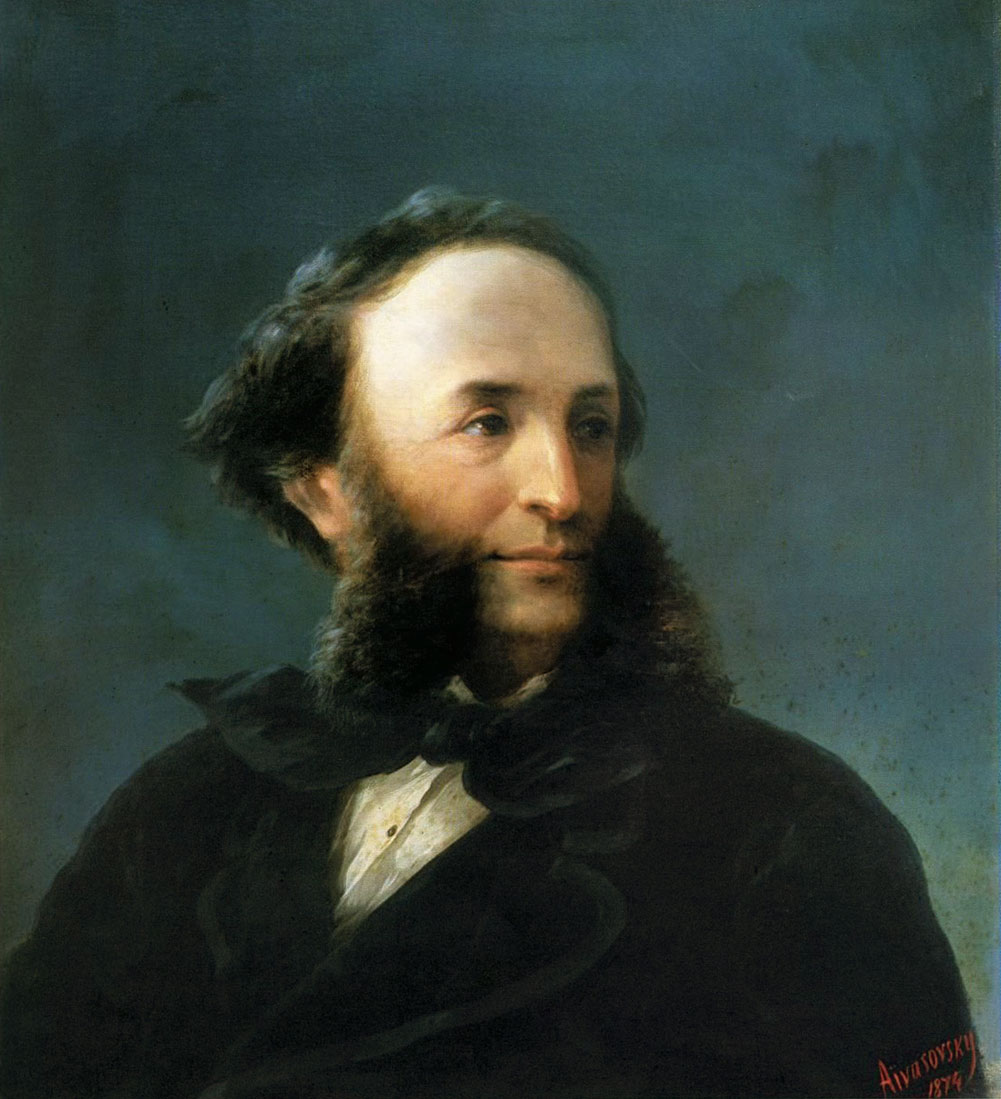
Автопортрет Ивана Айвазовского, вероятно, самого известного из армян Крыма.

Крымские армяне (арм. Ղրիմահայեր, укр. Вірмени у Криму) являются одним из древних народов полуострова.
Расцвет армянской колонии пришёлся на период генуэзского правления на южном берегу, а местом наивысшей концентрации армянского населения стал юго-восток полуострова с центром в городе Кафа (совр. Феодосия). В 1778—1779 годах, практически все армяне Крымского ханства в количестве 220 тыс. человек, были переселены в низовья Дона по приказу Екатерины, где они дали начало колонии донских армян. Переселением армян руководил Суворов, при переселении треть армян не пережила тяжелейшего перехода длившегося много месяцев. Впоследствии небольшая часть переселённых армян вернулась на полуостров. В 1944 году, как и многие другие народы Крыма, армяне были депортированы. В 1990-е годы депортированные армяне и их потомки активно репатриировались в Крым, или же просто иммигрировали на его территорию из других регионов бывшего СССР. В результате армяне стали одним из самых быстрорастущих малых этнических групп Крыма. В Крыму существует достаточно богатое армянское культурное наследие, в том числе в архитектуре.

## Появление армян в Крыму
Историю переселения армян из Армении в Крым описал автор XVII века Мартирос Крымеци в стихотворной «Истории Крымской земли».
Исторические, культурные и экономические связи армян с крымским полуостровом имеют более чем двух тысячелетнюю историю. Правда, о начальном периоде (с первых веков до нашей эры до установления над полуостровом византийского владычества), сохранилось очень мало сведений. К примеру, известно, что армянский царь Тигран II Великий был женат на Клеопатре — дочери Митридата VI Евпатора, царя Понтийского царства, в состав которого, как известно, входила Малая Армения. В союзе они воевали против Рима. В составе войск понтийского царя было немало армян, в том числе и под началом Диофанта.
Крым в жизни армян занимал и занимает особое место. Полуостров был одним из основных мест компактного проживания армян, после самой Армении и Киликии. Из Крыма они впоследствии проникали и оседали на землях славян. Традиционно армяне на полуострове прославились, как превосходные строители, ювелиры, земледельцы, купцы и т. д. Известно, что крымские купцы в средневековье вели оживлённую торговлю и с Москвой. Так, часто упоминаемые в летописях «гости-сурожане», бойко торговавшие в Москве, состояли преимущественно из армян.
Миграция армян в Крым становится интенсивной после утверждения над полуостровом владычества Византийской империи. Не многие знают, что армянское происхождение имели такие династии византийских императоров, как Ираклейская (годы правления: 610—711), Македонская (867—1056) и другие. Весь VII—VIII век в Византии происходила борьба за престол императоров армянского происхождения. К их числу принадлежат Константин IV Погонатос (668—685), Юстиниан II, сосланный в Тавриду и вернувший престол с помощью болгар. Императоры армянского происхождения размещали армянские военные отряды на окраинах империи, в том числе и в Крыму. Именно такой отряд использовал один из крымских армян по имени Вардан, житель Херсонеса. Благодаря подвластным ему войскам, расположенным в городе, в 711 году он стал императором Византии. В историю он вошёл как Вардан Филиппик, правил до 713 года.
Ряд ученых армянского происхождения сыграли видную роль в развитии науки и культуры, как Византии, так и других народов. Например, в VIII веке, было известно имя астронома Пакратиоса (Баграта), в IX веке в Константинополе жил и творил Иоанн III Грамматик (константинопольский патриарх 837—843 гг.). Не меньшую известность получил Леон Фессалийский (племянник Иоанна Грамматика и внук Пакратиоса) — крупнейший математик и механик, который был ректором Магнварского университета в Константинополе. У Леона Фессалийского учился один из изобретателей славянского алфавита — Кирилл.
В 988 году именно в Крыму, в Херсонесе, князь Владимир венчался с Анной, сестрой византийского императора Василия II, армянкой по происхождению. Вместе с ней в Крым, а впоследствии и Киев, перебралось значительное количество армян-единоверцев: врачей, купцов, ремесленников, строителей и др.
Основной приток армян в Крым начинается с XI века. Они селились преимущественно в юго-восточной части полуострова. В XIII-XV веках число армян в этих местах настолько возросло, что они составляли большинство населения. Так, в XIV-XV веках в городе Каффа (Кафа, Феодосия), население которого достигало от 70 до 100 тысяч, 2/3 составляли армяне. В средневековье, по разным источникам, только в Каффе функционировало от 30 до 45 армянских церквей и монастырей. Так же армяне составляли большинство в Сугдее (Судак), Старом Крыму, Казарате (город не сохранился). Значительное число армян проживало и в городах Карасубазар, Бахчисарай, Чуфут-Кале, Херсонесе, Чембало (Балаклаве), где так же функционировали армянские церкви. По сопоставимым данным численность армян в то время в Крыму доходила от 150 до 500 тысяч человек, которые в основном проживали в городах.
По словам Филиппа Куртина (Университет Джонса Хопкинса) в XIV—XV веках армяне играли важную роль в торговой жизни региона. Крымские армяне не только везли товары на родину; они также управляли караванами ещё дальше на запад через современную Румынию и Польшу и далее в Нюрнберг в Германии и Брюгге в Нидерландах. Их колонии в Крыму были настолько велики, что генуэзцы называли юго-восточную часть Крыма «Морской Арменией» (Armenia maritima). О том же свидетельствует историк М. В. Тамамшев, который указывает, что «с приближением монгольского владычества к упадку, армяне массами переселялись в Крым, где их стало так много, что некоторые географы стали называть Крымский полуостров — Armenia maritima».
Правителями средневекового крымского Княжества Феодоро, были армянские князья греческого вероисповедания (православие) Гаврасовы из Трапезунда, находящиеся в родственных отношениях с Комнинами.
После турецкого завоевания Крымского полуострова в 1475 году, армянское население резко сократилось, но они продолжали играть заметную роль в политической, экономической и культурной жизни не только Крыма. Имея тесные контакты с Закавказьем, крымские армяне приняли участие в национально-освободительном движении армян Карабаха и Сюника, которые отстаивали свою независимость от деспотии турок и персов. К примеру, известно, что священники Варфоломей и Маркос, обойдя армянские поселения Крыма, сформировали отряд в составе 285 человек, которые через Трапезунд, разбившись на группы, в 1722 году прибыли в Сюник в распоряжение Давид-Бека. Там они отважно бились против персидских и турецких войск. После смерти Давид-Бека и Мхитара Спарапета они вернулись в Крым.
Крымские армяне воевали и в составе армянского эскадрона русских войск против персов. В 1724 году армянский эскадрон Петроса ди Саркис Гиланенца (Пётр Сергеев) составил 300 человек. После его смерти в 1724, при взятии города Решта, эскадроном командовал Лазар ди Хачик (Агазар ди Хачик) — Лазарь Христофоров (1690—1750 гг.). При нём численность эскадрона дошла до 600 человек. В течение 26 лет он был командиром армянского эскадрона. До 1725 года содержал эскадрон за свой счёт, израсходовав более 30 тысяч рублей. Лазарь Христофоров, уроженец Исфаганской Джульфы, первым из армян в России был удостоен в 1734 году звания генерал-майор. Эскадрон под его командованием принял участие в походе Петра Великого в Персию. После него командиром стал уроженец Кафы Пётр (Петрус, Петрос) Каспаров, служивший в русской армии с 1722 года (с 1723 года — в армянском эскадроне). Командовал эскадроном с 1750 года до своей смерти в 1760 году. В 1734 году Петрос Каспаров получает чин полковника, а его сын Иван Петросович Каспаров достиг чина генерал-лейтенанта, был комендантом Таганрога.
В годы русско-турецкой войны особую заинтересованность в победе русского оружия проявили также крымские армяне, мечтавшие освободиться от турецкой зависимости. Как только русские войска вступили на полуостров, многие местные армяне присоединились к ним и стали непосредственными участниками боевых действий. Были также организованы отдельные группы бойцов, которые помогали русским войскам. По утверждению очевидца событий и знатока истории Крыма второй половины XVIII века караима Рабби-Азария, именно с помощью армян русские заняли крепость Ор (Перекоп).
В конце 70-х годов XVIII века роль крымских армян в «крымской политике» Екатерины II приобрела особый смысл. В период борьбы с Турцией за Крым, русское правительство решило лишить хана одной из основных статей дохода и поставить его в прямую финансовую зависимость от русского двора. Для чего переселяет в 1778 году из Крыма армян и греков, в руках которых находились промыслы, торговля, садоводство и земледелие, составлявшие главные откупные статьи дохода хана. Русское правительство этим действием окончательно подорвёт экономическую мощь Крымского ханства. Этим Россия привяжет к себе Крым «сильнейшими экономическими узами». Это обстоятельство ускорит и предрешит дальнейшую участь Крымского ханства.
Вплоть до XVIII века, армяне оставались после крымских татар самой значительной по численности населения полуострова. Русским правительством в 1778 году, для подрыва экономической мощи Крымского ханства, было принято решение о переселении армян и греков из Крыма.
Первое появление армян в Крыму относят к VIII веку. Первая волна массовой иммиграции армян в этот регион приходится на середину XI века. Крымские армяне сохраняли свои обычаи и традиции и создали большую общину.
В VIII веке Крым находился в составе Византии, и армяне (являвшиеся подданными Византии) переселялись из различных городов империи, находящихся на Армянском нагорье, в Крым.
В течение XI—XII веков, налёты сельджуков подрывают устои армянского региона и жители постепенно эмигрируют в другие области Византии, в том числе Крым. Среди первых поселений — Каффа (ныне — Феодосия), Солхат, Карасубазар (ныне — Белогорск), Орабазар (ныне — Армянск). В северных степных регионах Крыма армяне проживая бок о бок с половцами, в XIV—XV веках переняли тюркский язык (вследствие чего возникли новый субэтнос — эрменилер («армяне») и армяно-кипчакский язык), но сохранили свою веру и армянскую идентичность.
Стабильность региона позволила вести активную экономическую деятельность. Даже монгольское нашествие не сильно поколебало благополучие армянской общины Крыма, хотя некоторые беженцы ушли в русские земли.
Присутствие генуэзцев в Крыму, также способствовало экономическому развитию. По мере усиления трудностей в Армении, в Крым переезжало всё больше поселенцев. В XII веке насчитывалось более сорока приходов армянских апостольских христиан, армяне стали второй по численности этнической группой Крыма (после крымских татар). В начале 1470-х годов, армяне составляли порядка 65 % населения города Кафа (46 000 из 70 000). В XIV веке в Крыму насчитывалось около 150,000 армян, что составляло 35 % населения полуострова.
В 1475 году Крым перешёл туркам-османам, начались гонения на иноверцев, Крымское ханство стало союзником Османской империи. Но Феодосия и дальше продолжала оставаться культурным центром крымских армян.
Несмотря на усиление ислама в регионе, армянские общины продолжали существовать в Кафе, Карасубазаре, Балаклаве, Гёзлеве, Перекопе и Сурхате.
Армянское население Крыма в османский период было высокоурбанизированным. Местом расположения армянских сёл была преимущественно Кишлавская котловина. Основная масса армян-селян Крыма в количестве 11 087 человек в 1780 году переселилась на Нижний Дон. Несмотря на отток армянского населения, вызванного переселением в Россию и ростом мусульман в регионе, армяне в Карасубазаре по прежнему играли ведущую роль в экономике города. Община жила обособлено и имела свою церковь. Как отмечает изданное в 1865 году «Гeогpaфичeско-стaтистичecкому cлoваpю Рoссийcкой Импepии», благодаря армянскому населению и удачному расположению, Карасубазар являлся одним из самых развитых городов полуострова

## Переселение армян
В 1778 году, в правление Екатерины II, Суворов по указанию князя Потёмкина, в то время занимавшего пост наместника (генерал-губернатора) Новороссийской, Азовской, Астраханской и Саратовской губерний, руководил переселением христианского населения Крыма (армян, греков, волохов, грузин) на новые земли побережья Азовского моря и устья Дона (проект был изначально предложен Екатерине II в марте 1778 года генерал-фельдмаршалом графом Румянцевым). С одной стороны, это было вызвано необходимостью ускоренного заселения плодородных земель Северного Причерноморья (в первую очередь земель ликвидированной Запорожской сечи, опустевших в связи с уходом части запорожских казаков за Дунай и выселением остальных на Кубань). С другой стороны, вывод из Крыма армян и греков имел целью экономическое ослабление Крымского ханства и усиление его зависимости от России.
Действия Суворова вызвали ярость татарского хана Шахин Гирея и местной татарской знати, поскольку с уходом экономически активной части населения казна лишилась значительных источников доходов. В качестве компенсации «за утрату подданных» хану, его братьям, беям и мурзам из русской казны было выплачено 100 тыс. рублей. С мая по сентябрь 1778 года из Крыма в Приазовье и в Новороссию были переселены 31 тыс. человек.
Греков, которые населяли главным образом западное и южное побережье Крыма, Суворов расселил на северном берегу Азовского моря, где они основали город Мариуполь и 20 селений. Армян, которые населяли в основном восточные и юго-восточные районы Крыма (Феодосия, Старый Крым, Сурхат и т. д.), расселили в низовьях Дона, возле крепости Дмитрия Ростовского, где они основали город Нахичевань-на-Дону (ныне в составе Ростова-на-Дону) и 5 селений вокруг него (ныне в составе Мясниковского района Ростовской области).
В бумагах Суворова хранятся подробные отчёты о переселении. В одной из его ведомостей, составленной 16 сентября 1778 года, указано, что количество переселенцев из Крыма в Россию составляет: греков 18 407 душ, армян 12 598, грузин 219 и валахов 162 души (ЦГАДА, ф. Госархив, разряд XVI, д. 588, ч. 12,. л. 390). В другой ведомости, подписанной Суворовым 18 сентября 1778 года, приводятся подробные цифры о том, из каких городов и деревень сколько было переселено. Из этой интересной ведомости видно следующее: из города Кафа переселилось в Россию 5511 армян, 1643 грека и 24 грузина; из Бахчисарая — 1375 армян, 1319 греков, 27 грузин, 13 ясырей, из которых 9 грузин, 4 валаха; из Карасу-базара — 2809 армян, 1004 грека, 8 грузин, 7 валахов; из Козлова — 1304 армян, 172 грека, 71 ясырь (70 грузин и 1 валах); из Акмечета 259 армян; из Старого Крыма 160 армян, 109 греков и т. д. Далее, ведомость показывает, что вместе с ремесленниками и купцами были переселены также армянские крестьяне из ряда деревень Крыма, как-то: Татлы, Мелик, Камышляк, Сала, Султан-Сала и т. д.

## Архитектурное наследие
Согласно «Гeогpaфичeско-стaтистичecкому cлoваpю Рoссийcкой Импepии» в пределах Двуякорной бухты находились останки древней армянской церкви с армянскими письменами возле алтаря. Влияние армянской архитектуры прослеживается в культуре других народов Крыма. Так в Ялте, и её окрестностях, в армянском стиле и с использованием армянских архитектурных элементов, в конце XIX начале XX века были построены следующие сооружения русской православной церкви: церковь Покрова Пресвятой Богородицы в Нижней Ореанде, церковь и звонница Крестовоздвиженской церкви в Левадийском дворцовом комплексе, Храм Преображения господня в Никитском ботаническом саду, храма и звонницы равноопостальной Святой Нины в имении «Харакс».

## Новая и новейшая история
В 1783 году Крым перешёл к России. Армяне снова селятся в Крыму.
В 1897 году в Крыму жило 9 тысяч армян, в 1914 году — около 15 тысяч.
В начале XX века иммиграция в Крым происходит из Западной Армении и различных областей Османской империи.
В 1919 году в Крыму насчитывалось около 17 тысяч армян. В Крымской АССР были созданы армянские национальные районы. До 1941 года в Феодосии около 20 % населения составляли армяне (в 1470 году — около двух третей).
Согласно Постановлению ГКО № 5984сс от 2 июня 1944 года, 27 июня крымские армяне, вместе с рядом других крымских народностей, были депортированы в Пермскую область и Поволжье и Казахстан. Количество депортированных составило 11 тыс. человек.
В 1989 году в Крыму насчитывалось 2,8 тыс. армян. Перепись 2001 года обнаружила в АР Крым 8,7 тыс. армян — увеличение в 3,6 раз по сравнению с 1989 годом, что стало рекордом для регионов Украины. С 1989 по 2014 годы число армян на полуострове
выросло более чем в 4 раза и превысило 11 тыс. человек. Эта иммиграция продoлжается и в начале XXI века, о чём свидетельствует последняя перепись населения в Крымском федеральном округе.
В 1989 году было организовано крымское национально-культурное общество армян, имеющее региональные отделения и выпускающее национальную газету.
На радио и ТВ периодически выходят программы на армянском языке.

## Динамика численности
Из-за нестабильности на Кавказе связанной с войнами и землетрясениями, в последние годы существования СССР, а также в году после его распада в Крыму наблюдался взрывной рост численности армян. Первая перепись населения Украины 2001 года обнаружила в АР Крым 8 700 армян (увеличение в 3,6 раз по сравнению с 1989 годом), составляют 0,23 % населения крымской автономии и 0,3 % населения Севастополя.
- 1989: 2 794; 0,11 %
- 2001: 10 088; 0,42 %
- 2014: 11 030; 0,50 %

## Галерея

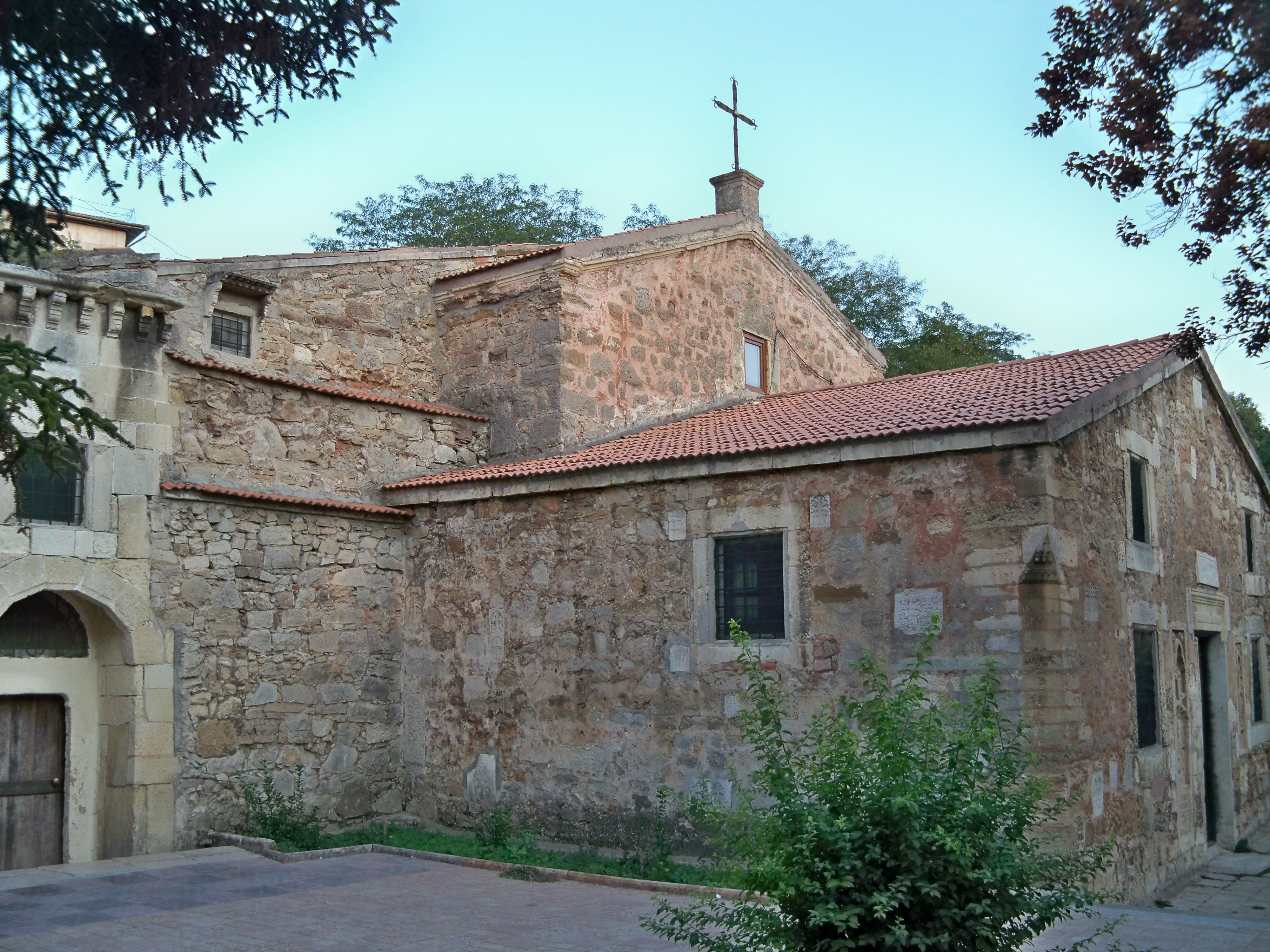
Армянская церковь Сурб Саркис в Феодосии.
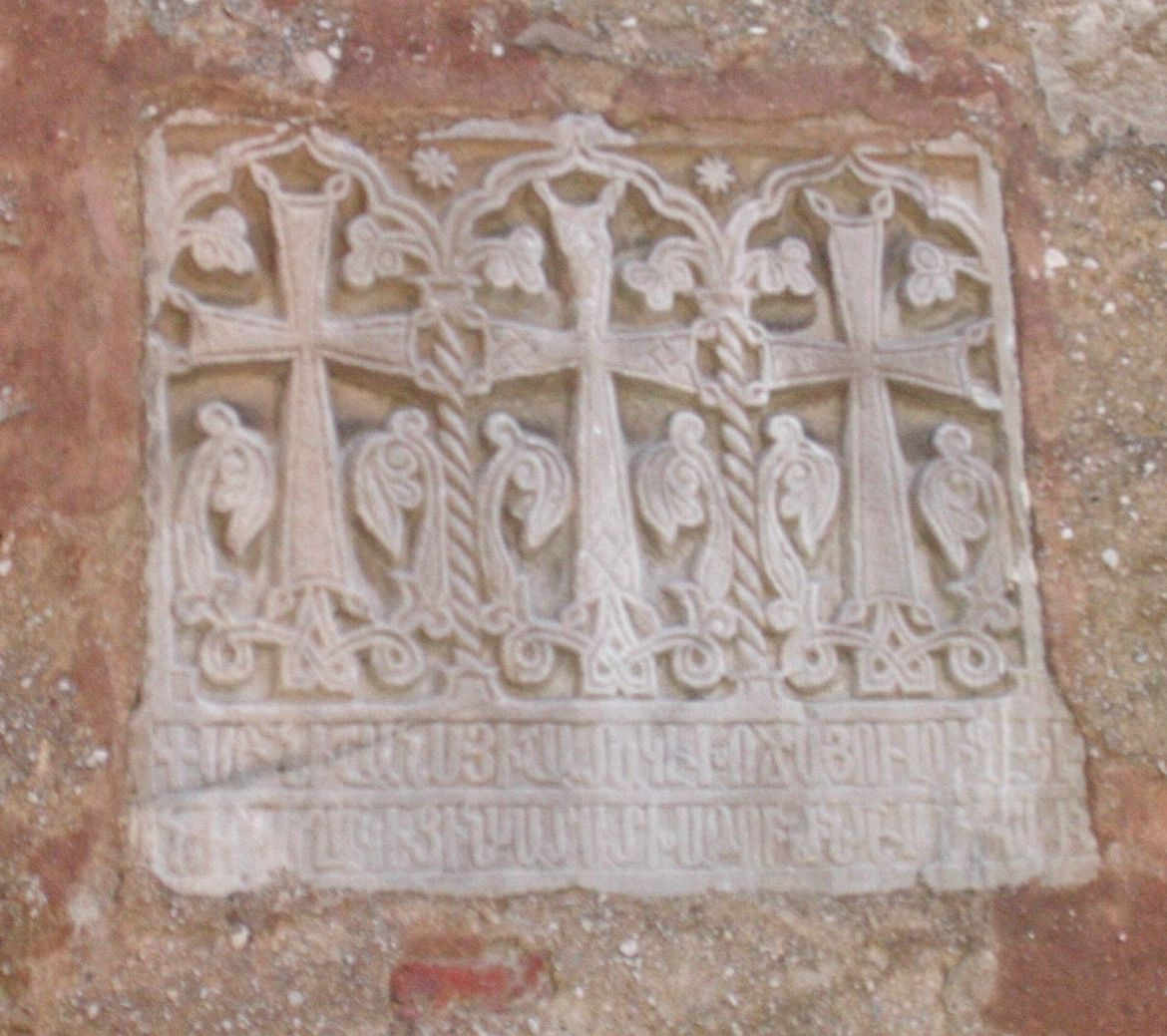
Хачкары на церкви Сурб Саркис.
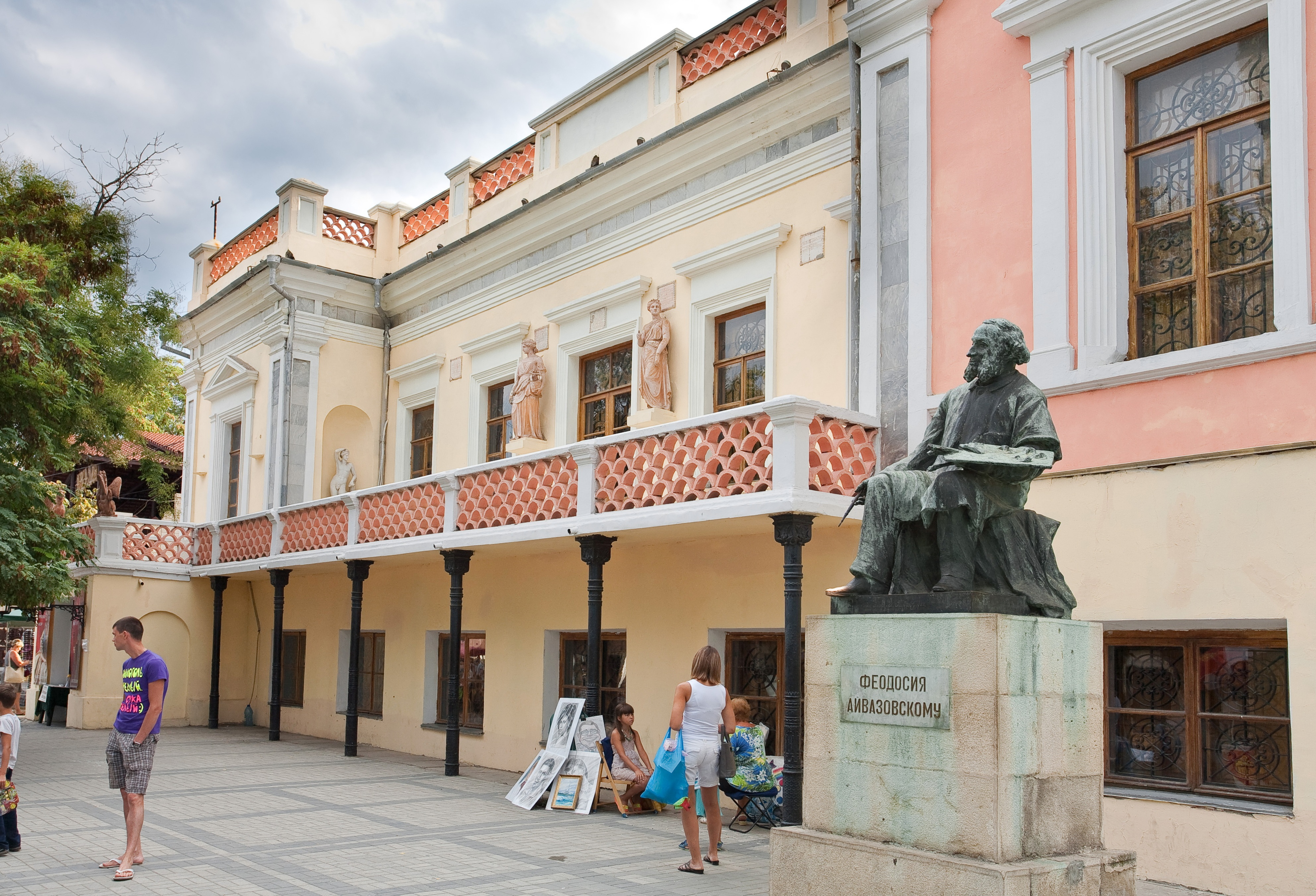
Феодосийская картинная галерея имени И.К. Айвазовского.
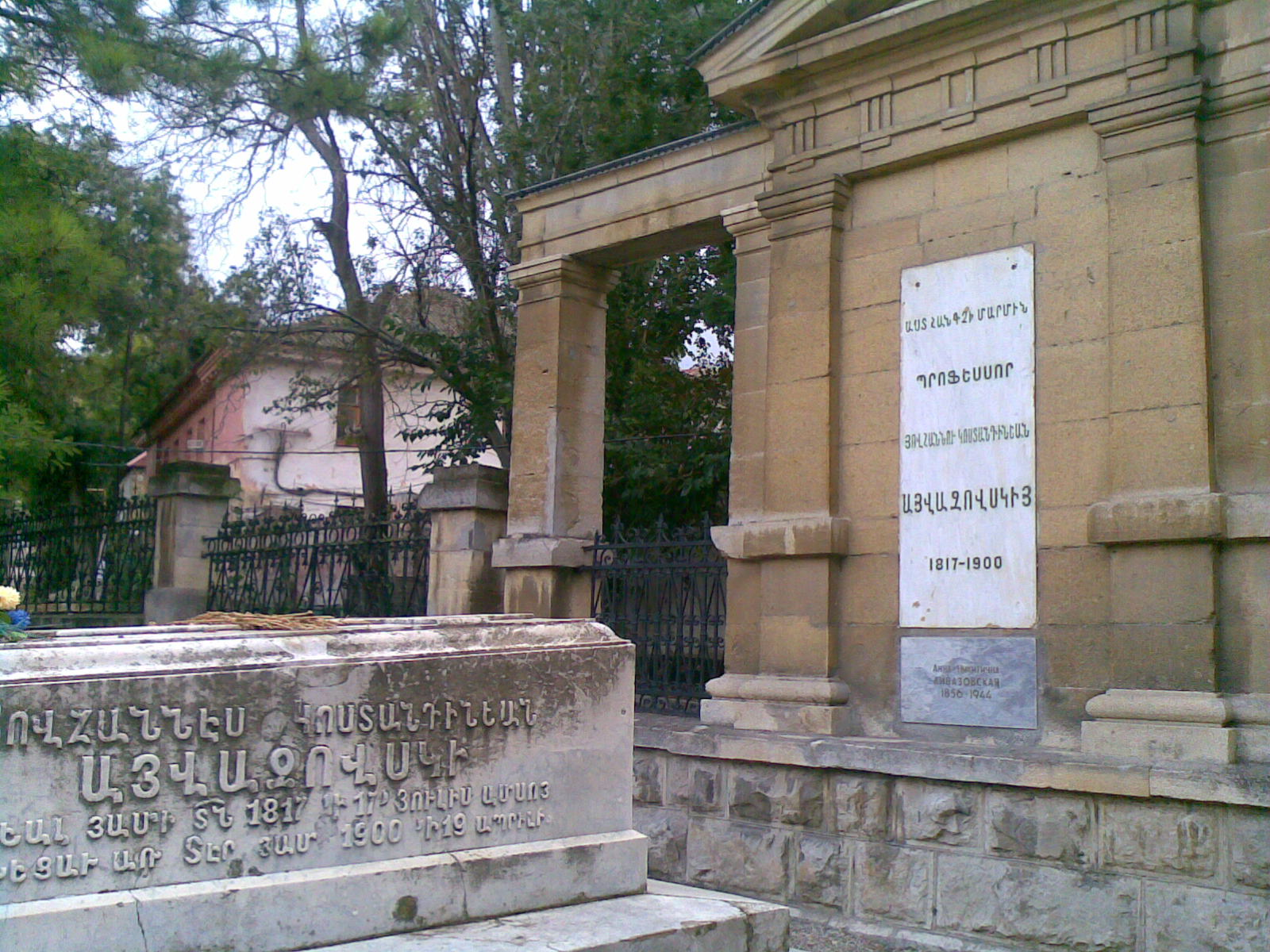
Могила И. К. Айвазовского в Феодосии у церкви Сурб Саркис.
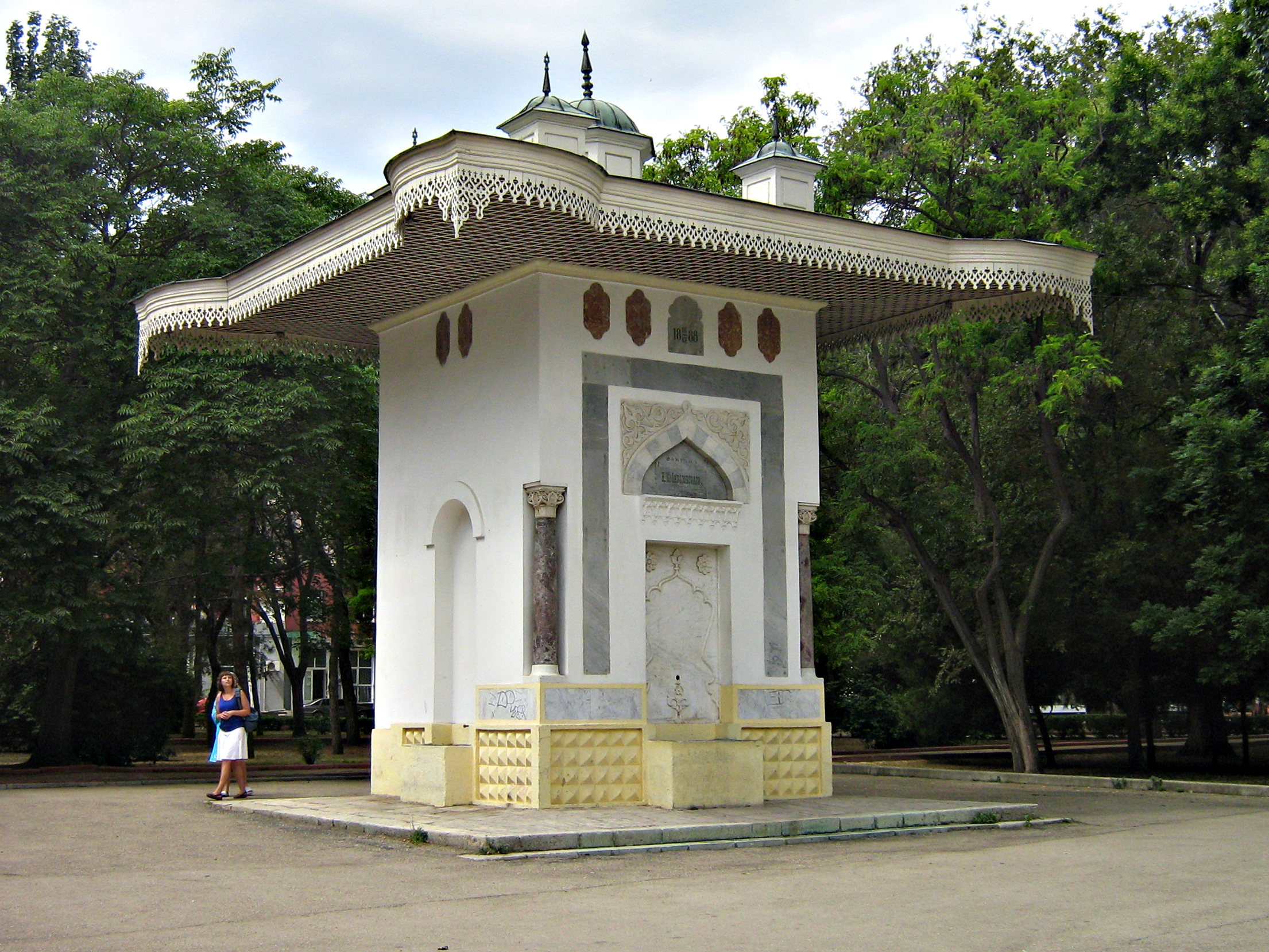
Фонтан Айвазовского, Феодосия.